# Święty Guinefort
Święty Guinefort – pies o imieniu Guinefort, rasy wyżeł lub greyhound, który był czczony od XIII wieku w okolicach francuskiej miejscowości Villars-les-Dombes jako patron chorych dzieci. Jego wspomnienie obchodzono 22 sierpnia. Nie został uznany przez Kościół katolicki za oficjalnego świętego.

## Legenda
Według legendy pies zginął z rąk własnego pana (rycerza z Villars-les-Dombes), gdy ten zobaczył go stojącego przy kołysce dziecka i zbroczonego krwią. Dopiero po zabiciu psa zorientował się, że ten nie zagryzł dziecka, ale węża, który próbował wejść do kołyski. Gdy właściciel zrozumiał swój błąd, pochował go w studni, a wkoło niej posadził gaj. W krótkim czasie mieszkańcy okolicznych osad zaczęli otaczać to miejsce czcią, ponieważ jeszcze w XIII wieku zamek został zniszczony, w czym miejscowi dostrzegli boską interwencję. Uznawszy Guineforta za męczennika, prosili go o wstawiennictwo jako patrona i uzdrowiciela dzieci. Chore dzieci przynoszono do grobu, składano ofiarę z soli, wieszano dziecięce ubranka oraz pieluchy i przekazywano między drzewami dziewięć razy nagie niemowlę starej kobiecie, która opiekowała się tym miejscem. Inne obrzędy obejmowały pozostawianie nagich dzieci na słomie między świecami do czasu, aż te się wypalą oraz zanurzanie ich w pobliskiej rzece.
Kult Guineforta badał inkwizytor i dominikanin Étienne de Bourbon, który próbował go wykorzenić. Inkwizytor nauczał o szkodliwości i barbarzyństwie tych praktyk, a gdy poniósł porażkę, nakazał wykopać ciało, wyciąć otaczające grób drzewa i spalić je razem ze szczątkami. Wymógł także wydanie dekretu, który zabraniał gromadzenia się w tym miejscu. Pomimo jego wysiłków, kult był intensywnie praktykowany do końca XIX wieku, a sporadycznie do lat 1930. Ludzie modlili się za wstawiennictwem Guineforta i przynosili w okolice jego grobu dziecięce ubranka. W połowie XX wieku prowadzone w tym regionie badania etnograficzne wykazały, że ludzie znają postać męczeńskiego psa. Autor badań, Jean-Claude Schmitt, poświęcił temu tematowi książkę Le Saint Lévrier. Guinefort, guérisseur d’enfants depuis le XIIIe siècle (1979).
Święto ku czci Guineforta obchodzono w czasie tzw. Psich Dni (pomiędzy 24 lipca a 24 sierpnia), które w starożytnym Rzymie uważano za wyjątkowo upalne z powodu konfiguracji Syriusza i Słońca. Ponadto świętych, w których hagiografiach pojawiał się motyw psa, wspominano w czasie Psich Dni. W opinii części badaczy za postacią psa mogła kryć się postać zapomnianego świętego, którego ludowa tradycja zbyt dosłownie powiązała z psią sylwetką. W niektórych tradycjach Guineforta uważano za psa św. Rocha, który do zamku rycerza miał trafić po śmierci swojego poprzedniego pana. Jean-Claude Schmitt odkrył także w Pawii kult św. Guineforta, którego życie datował na okres między VIII a XII wiekiem, a którego również wspominano 22 sierpnia jako patrona chorych dzieci. Według jego teorii mogło to spowodować utożsamienie tej postaci z psem.
W 1987 roku powstał film na temat kultu św. Guineforta – The Sorceress.